# Mammiferi in Italia
L'elenco comprende le specie e sottospecie di Mammiferi presenti sul territorio italiano allo stato selvatico, da esso sono quindi escluse l'uomo e le specie domestiche.
Secondo una revisione del 2019 le specie di mammiferi residenti in Italia sono 123, appartenenti a sette ordini (Erinaceomorpha, Soricomorpha, Chiroptera, Carnivora, Cetartiodactyla, Rodentia, Lagomorpha), e 28 famiglie. Tuttavia, tale revisione è stata integrata anche con le specie e sottospecie riportate in Italia dalla Associazione Teriologica Italiana  e dal Comitato Italiano dell'IUCN .

## Lista in ordine tassonomico
Di seguito la lista dei mammiferi residenti in Italia suddivisi per Ordine e successivamente per Famiglia tassonomica. Nelle tabelle oltre al nome comune e al nome scientifico, sono indicati lo stato di conservazione in Italia e generale secondo la classificazione IUCN.
Nella colonna della Categoria (Cat.) è invece riportato se la specie, o sottospecie, è endemica (EN), autoctona (AU), alloctona (AL) o parautoctona (PA); dove per endemica si intende una specie o sottospecie presente sul solo territorio italiano, per alloctona quelle non originarie dell'Italia ma introdotte per cause antropiche e per parautoctone quelle specie o sottospecie che, pur non essendo originarie del territorio italiano, sono giunte per intervento diretto, intenzionale o accidentale, dell’uomo prima del 1500. Sono inoltre indicate in questa colonna le specie alloctone invasive di rilevanza unionale (AL Inv.) quelle specie cioè i cui effetti negativi sono talmente rilevanti da richiedere un intervento coordinato e uniforme a livello di Unione Europea.
Erinaceomorfi
| Famiglia   | Nome comune      | Nome scientifico                            | Stato di conservazione in Italia | Stato di conservazione globale | Cat. | Immagine |
| ---------- | ---------------- | ------------------------------------------- | -------------------------------- | ------------------------------ | ---- | -------- |
| Erinaceidi | Riccio comune    | Erinaceus europaeus Linnaeus, 1758          |                                  |                                | AU   |          |
| Erinaceidi | Riccio orientale | Erinaceus roumanicus Barrett-Hamilton, 1900 |                                  |                                | AU   |          |

Soricomorfi
| Famiglia | Nome comune                   | Nome scientifico                   | Stato di conservazione in Italia | Stato di conservazione globale | Cat. | Immagine |
| -------- | ----------------------------- | ---------------------------------- | -------------------------------- | ------------------------------ | ---- | -------- |
| Soricidi | Crocidura ventrebianco        | Crocidura leucodon (Hermann, 1780) |                                  |                                | AU   |          |
| Soricidi | Crocidura mediterranea        | Crocidura pachyura (Küster, 1835)  |                                  |                                | AU   |          |
| Soricidi | Crocidura siciliana           | Crocidura sicula Miller, 1900      |                                  |                                | EN   |          |
| Soricidi | Crocidura minore              | Crocidura suaveolens Pallas, 1811  |                                  |                                | AU   |          |
| Soricidi | Crocidura rossiccia           | Crocidura russula (Hermann, 1780)  |                                  |                                | AU   |          |
| Soricidi | Toporagno acquatico di Miller | Neomys anomalus Cabrera, 1907      |                                  |                                | AU   |          |
| Soricidi | Toporagno d'acqua             | Neomys fodiens (Pennant, 1771)     |                                  |                                | AU   |          |
| Soricidi | Toporagno alpino              | Sorex alpinus Schinz, 1821         |                                  |                                | AU   |          |
| Soricidi | Toporagno del Vallese         | Sorex antinorii Bonaparte, 1840    |                                  |                                | AU   |          |
| Soricidi | Toporagno pigmeo              | Sorex minutus Linnaeus, 1766       |                                  |                                | AU   |          |
| Soricidi | Toporagno appenninico         | Sorex samniticus Altobello, 1926   |                                  |                                | EN   |          |
| Soricidi | Mustiolo                      | Suncus etruscus Savi, 1822         |                                  |                                | AU   |          |
| Talpidi  | Talpa cieca                   | Talpa caeca Savi, 1822             |                                  |                                | AU   |          |
| Talpidi  | Talpa                         | Talpa europaea Linnaeus, 1758      |                                  |                                | AU   |          |
| Talpidi  | Talpa romana                  | Talpa romana Thomas, 1902          |                                  |                                | EN   |          |

Chirotteri
| Famiglia        | Nome comune                | Nome scientifico                                   | Stato di conservazione in Italia | Stato di conservazione globale | Cat. | Immagine |
| --------------- | -------------------------- | -------------------------------------------------- | -------------------------------- | ------------------------------ | ---- | -------- |
| Molossidi       | Molosso di Cestoni         | Tadarida teniotis Rafinesque, 1814                 |                                  |                                | AU   |          |
| Rinolofidi      | Ferro di cavallo euriale   | Rhinolophus euryale Blasius, 1853                  |                                  |                                | AU   |          |
| Rinolofidi      | Ferro di cavallo maggiore  | Rhinolophus ferrumequinum Schreber, 1774           |                                  |                                | AU   |          |
| Rinolofidi      | Ferro di cavallo minore    | Rhinolophus hipposideros Bechstein, 1800           |                                  |                                | AU   |          |
| Rinolofidi      | Ferro di cavallo di Mehely | Rhinolophus mehelyi Matschie, 1901                 |                                  |                                | AU   |          |
| Vespertilionidi | Barbastello                | Barbastella barbastellus Schreber, 1774            |                                  |                                | AU   |          |
| Vespertilionidi | Serotino di Nilsson        | Eptesicus nilssonii Keyserling & Blasius, 1839     |                                  |                                | AU   |          |
| Vespertilionidi | Serotino comune            | Eptesicus serotinus Schreber, 1774                 |                                  |                                | AU   |          |
| Vespertilionidi | Pipistrello di Savi        | Hypsugo savii Bonaparte, 1837                      |                                  |                                | AU   |          |
| Vespertilionidi | Miniottero comune          | Miniopterus schreibersii (Kuhl, 1817)              |                                  |                                | AU   |          |
| Vespertilionidi | Vespertilio di Alcatoe     | Myotis alcathoe von Helversen & Heller, 2001       |                                  |                                | AU   |          |
| Vespertilionidi | Vespertilio di Bechstein   | Myotis bechsteini Kuhl, 1817                       |                                  |                                | AU   |          |
| Vespertilionidi | Vespertilio di Brandt      | Myotis brandti (Eversmann, 1845)                   |                                  |                                | AU   |          |
| Vespertilionidi | Vespertilio di Capaccini   | Myotis capaccinii Bonaparte, 1837                  |                                  |                                | AU   |          |
| Vespertilionidi | Vespertilio di Daubenton   | Myotis daubentonii (Kuhl, 1817)                    |                                  |                                | AU   |          |
| Vespertilionidi | Vespertilio smarginato     | Myotis emarginatus (E.Geoffroy, 1806)              |                                  |                                | AU   |          |
| Vespertilionidi | Vespertilio maggiore       | Myotis myotis (Borkhausen, 1797)                   |                                  |                                | AU   |          |
| Vespertilionidi | Vespertilio mustacchino    | Myotis mystacinus (Kuhl, 1817)                     |                                  |                                | AU   |          |
| Vespertilionidi | Vespertilio criptico       | Myotis crypticus Ruedi et al. 2017                 |                                  |                                | AU   |          |
| Vespertilionidi | Vespertilio di Blyth       | Myotis blythii Tomes, 1857                         |                                  |                                | AU   |          |
| Vespertilionidi | Vespertilio maghrebino     | Myotis punicus Felten, 1977                        |                                  |                                | EN   |          |
| Vespertilionidi | Nottola gigante            | Nyctalus lasiopterus (Schreber, 1780)              |                                  |                                | AU   |          |
| Vespertilionidi | Nottola minore             | Nyctalus leisleri (Kuhl, 1817)                     |                                  |                                | AU   |          |
| Vespertilionidi | Nottola comune             | Nyctalus noctula (Schreber, 1774)                  |                                  |                                | AU   |          |
| Vespertilionidi | Pipistrello albolimbato    | Pipistrellus kuhlii Kuhl, 1817                     |                                  |                                | AU   |          |
| Vespertilionidi | Pipistrello di Nathusius   | Pipistrellus nathusii (Keyserling & Blasius, 1839) |                                  |                                | AU   |          |
| Vespertilionidi | Pipistrello nano           | Pipistrellus pipistrellus (Schreber, 1774)         |                                  |                                | AU   |          |
| Vespertilionidi | Pipistrello pigmeo         | Pipistrellus pygmaeus (Leach, 1825)                |                                  |                                | AU   |          |
| Vespertilionidi | Orecchione comune          | Plecotus auritus (Linnaeus, 1758)                  |                                  |                                | AU   |          |
| Vespertilionidi | Orecchione meridionale     | Plecotus austriacus (J.Fischer, 1829)              |                                  |                                | AU   |          |
| Vespertilionidi | Orecchione alpino          | Plecotus macrobullaris Kuzjakin, 1965              |                                  |                                | AU   |          |
| Vespertilionidi | Orecchione sardo           | Plecotus sardus Mucedda et al., 2002               |                                  |                                | EN   |          |
| Vespertilionidi | Serotino bicolore          | Vespertilio murinus Linnaeus, 1758                 |                                  |                                | AU   |          |

Carnivori
| Famiglia   | Nome comune              | Nome scientifico                           | Stato di conservazione in Italia | Stato di conservazione globale | Cat.    | Immagine |
| ---------- | ------------------------ | ------------------------------------------ | -------------------------------- | ------------------------------ | ------- | -------- |
| Canidi     | Sciacallo dorato         | Canis aureus Linnaeus, 1758                |                                  |                                | AU      |          |
| Canidi     | Lupo grigio eurasiatico  | Canis lupus lupus Linnaeus, 1758           |                                  |                                | AU      |          |
| Canidi     | Lupo grigio appeninico   | Canis lupus italicus Altobello, 1921       |                                  |                                | AU      |          |
| Canidi     | Nittereute               | Nyctereutes procyonoides (Gray, 1834)      |                                  |                                | AL      |          |
| Canidi     | Volpe rossa              | Vulpes vulpes (Linnaeus, 1758)             |                                  |                                | AU      |          |
| Felidi     | Gatto selvatico europeo  | Felis silvestris silvestris Schreber, 1777 |                                  |                                | AU      |          |
| Felidi     | Gatto selvatico sardo    | Felis silvestris sardа Lataste, 1885       |                                  |                                | EN      |          |
| Felidi     | Lince europea            | Lynx lynx (Linnaeus, 1758)                 |                                  |                                | AU      |          |
| Mustelidi  | Lontra europea           | Lutra lutra (Linnaeus, 1758)               |                                  |                                | AU      |          |
| Mustelidi  | Faina                    | Martes foina (Erxleben, 1777)              |                                  |                                | AU      |          |
| Mustelidi  | Martora                  | Martes martes (Linnaeus, 1758)             |                                  |                                | AU      |          |
| Mustelidi  | Tasso                    | Meles meles (Linnaeus, 1758)               |                                  |                                | AU      |          |
| Mustelidi  | Ermellino                | Mustela erminea Linnaeus, 1758             |                                  |                                | AU      |          |
| Mustelidi  | Donnola                  | Mustela nivalis Linnaeus, 1766             |                                  |                                | AU      |          |
| Mustelidi  | Puzzola                  | Mustela putorius Linnaeus, 1758            |                                  |                                | AU      |          |
| Mustelidi  | Visone americano         | Neovison vison (Schreber, 1777)            |                                  |                                | AL      |          |
| Focidi     | Foca monaca mediterranea | Monachus monachus (Hermann, 1779)          |                                  |                                | AU      |          |
| Procionidi | Procione                 | Procyon lotor (Linnaeus, 1758)             |                                  |                                | AL Inv. |          |
| Ursidi     | Orso bruno eurasiatico   | Ursus arctos arctos Linnaeus, 1758         |                                  |                                | AU      |          |
| Ursidi     | Orso bruno marsicano     | Ursus arctos marsicanus Altobello, 1921    |                                  |                                | EN      |          |
| Viverridi  | Genetta comune           | Genetta genetta (Linnaeus, 1758)           |                                  |                                | AL      |          |

Note:
1. ↑  Il gatto selvatico è stato introdotto anticamente in Sardegna e successivamente si è probabilmente ibridato con quello domestico[6]. Inoltre, a seguito della riclassificazione avvenuta nel 2007 la sottospecie F. s. sarda è stata inserita nella sottospecie F. s. lybica e in tal caso la popolazione sarda non sarebbe da considerarsi un endemismo
2. ↑  Un solo esemplare di Genetta comune catturato in Italia alla fine degli anni 1960 in Valle d'Aosta, seguito da alcuni avvistamenti dubbi in Piemonte negli anni 1970. Potrebbe trattarsi di individui erratici provenienti dalla popolazione francese, a sua volta probabilmente introdotta dal Nord Africa.[7]

Cetartiodattili
Cetacei
| Famiglia      | Nome comune             | Nome scientifico                            | Stato di conservazione in Italia | Stato di conservazione globale | Cat. | Immagine |
| ------------- | ----------------------- | ------------------------------------------- | -------------------------------- | ------------------------------ | ---- | -------- |
| Balenidi      | Balena franca           | Eubalaena glacialis (Müller, 1776)          |                                  |                                | AU   |          |
| Balenotteridi | Balenottera minore      | Balaenoptera acutorostrata Lacépède, 1804   |                                  |                                | AU   |          |
| Balenotteridi | Balenottera comune      | Balaenoptera physalus (Linnaeus, 1758)      |                                  |                                | AU   |          |
| Balenotteridi | Megattera               | Megaptera novaeangliae Borowski, 1781       |                                  |                                | AU   |          |
| Delfinidi     | Delfino comune          | Delphinus delphis Linnaeus, 1758            |                                  |                                | AU   |          |
| Delfinidi     | Globicefalo             | Globicephala melas (Traill, 1809)           |                                  |                                | AU   |          |
| Delfinidi     | Grampo                  | Grampus griseus (G. Cuvier, 1812)           |                                  |                                | AU   |          |
| Delfinidi     | Orca                    | Orcinus orca (Linnaeus, 1758)               |                                  |                                | AU   |          |
| Delfinidi     | Pseudorca               | Pseudorca crassidens (Owen, 1846)           |                                  |                                | AU   |          |
| Delfinidi     | Stenella striata        | Stenella coeruleoalba (Meyen 1833)          |                                  |                                | AU   |          |
| Delfinidi     | Steno                   | Steno bredanensis G. Cuvier in Lesson, 1828 |                                  |                                | AU   |          |
| Delfinidi     | Tursiope                | Tursiops truncatus (Montagu, 1821)          |                                  |                                | AU   |          |
| Fiseteridi    | Cogia di Owen           | Kogia sima (Owen, 1866)                     |                                  |                                | AU   |          |
| Fiseteridi    | Capodoglio              | Physeter macrocephalus Linnaeus, 1758       |                                  |                                | AU   |          |
| Zifidi        | Mesoplodonte di Sowerby | Mesoplodon bidens Sowerby, 1804             |                                  |                                | AU   |          |
| Zifidi        | Mesoplodonte di Gervais | Mesoplodon europaeus (Gervais, 1855)        |                                  |                                | AU   |          |
| Zifidi        | Zifio                   | Ziphius cavirostris Cuvier, 1823            |                                  |                                | AU   |          |

Ruminanti
| Famiglia | Nome comune          | Nome scientifico                               | Stato di conservazione in Italia | Stato di conservazione globale | Cat. | Immagine |
| -------- | -------------------- | ---------------------------------------------- | -------------------------------- | ------------------------------ | ---- | -------- |
| Bovidi   | Ammotrago            | Ammotragus lervia (Pallas, 1777)               |                                  |                                | AL   |          |
| Bovidi   | Stambecco delle Alpi | Capra ibex Linnaeus, 1758                      |                                  |                                | AU   |          |
| Bovidi   | Muflone              | Ovis musimon Pallas, 1762                      |                                  |                                | PA   |          |
| Bovidi   | Camoscio appenninico | Rupicapra pyrenaica ornata Neumann, 1899       |                                  |                                | EN   |          |
| Bovidi   | Camoscio alpino      | Rupicapra rupicapra (Linnaeus, 1758)           |                                  |                                | AU   |          |
| Cervidi  | Capriolo             | Capreolus capreolus capreolus (Linnaeus, 1758) |                                  |                                | AU   |          |
| Cervidi  | Capriolo italico     | Capreolus capreolus italicus Festa, 1925       |                                  |                                | EN   |          |
| Cervidi  | Cervo nobile         | Cervus elaphus elaphus Linnaeus, 1758          |                                  |                                | AU   |          |
| Cervidi  | Cervo sardo          | Cervus elaphus corsicanus Erxleben, 1777       |                                  |                                | EN   |          |
| Cervidi  | Cervo della Mesola   | Cervus elaphus italicus (Zachos et al., 2014)  |                                  |                                | EN   |          |
| Cervidi  | Daino                | Dama dama (Linnaeus, 1758)                     |                                  |                                | PA   |          |

Note:
1. ↑  La validità sottospecie di capriolo, Capreolus capreolus italicus sembra molto probabile sebbene, gli studi su di essa sono ancora incompleti.[8]
2. ↑  Sottospecie di recente identificazione endemica della Riserva naturale Bosco della Mesola[9].

Suiformi
| Famiglia | Nome comune         | Nome scientifico                            | Stato di conservazione in Italia | Stato di conservazione globale | Cat. | Immagine |
| -------- | ------------------- | ------------------------------------------- | -------------------------------- | ------------------------------ | ---- | -------- |
| Suidi    | Cinghiale ungherese | Sus scrofa attila Thomas, 1912              |                                  |                                | AL   |          |
| Suidi    | Cinghiale maremmano | Sus scrofa majori De Beaux, Festa, 1927     |                                  |                                | EN   |          |
| Suidi    | Cinghiale sardo     | Sus scrofa meridionalis Forsyth Major, 1882 |                                  |                                | EN   |          |

Lagomorfi
| Famiglia | Nome comune                | Nome scientifico                         | Stato di conservazione in Italia | Stato di conservazione globale | Cat. | Immagine |
| -------- | -------------------------- | ---------------------------------------- | -------------------------------- | ------------------------------ | ---- | -------- |
| Leporidi | Lepre sarda                | Lepus capensis mediterraneus Wagner 1841 |                                  |                                | EN   |          |
| Leporidi | Lepre italica              | Lepus corsicanus de Winton, 1898         |                                  |                                | EN   |          |
| Leporidi | Lepre comune               | Lepus europaeus Pallas, 1778             |                                  |                                | AU   |          |
| Leporidi | Lepre variabile            | Lepus timidus Linnaeus, 1758             |                                  |                                | AU   |          |
| Leporidi | Coniglio selvatico europeo | Oryctolagus cuniculus (Linnaeus, 1758)   |                                  |                                | AL   |          |
| Leporidi | Silvilago orientale        | Sylvilagus floridanus (Allen, 1890)      |                                  |                                | AL   |          |

Roditori
| Famiglia     | Nome comune                     | Nome scientifico                                  | Stato di conservazione in Italia | Stato di conservazione globale | Cat.    | Immagine |
| ------------ | ------------------------------- | ------------------------------------------------- | -------------------------------- | ------------------------------ | ------- | -------- |
| Cricetidi    | Arvicola acquatica italiana     | Arvicola italicus Savi, 1838                      |                                  |                                | AU      |          |
| Cricetidi    | Arvicola acquatica europea      | Arvicola amphibius (Linnaeus, 1758)               |                                  |                                | AU      |          |
| Cricetidi    | Arvicola delle nevi             | Chionomys nivalis (Martins, 1842)                 |                                  |                                | AU      |          |
| Cricetidi    | Arvicola di Leverned            | Microtus levernedii (Crespon, 1844)               |                                  |                                | AU      |          |
| Cricetidi    | Arvicola campestre              | Microtus arvalis Pallas 1778                      |                                  |                                | AU      |          |
| Cricetidi    | Arvicola bruzia                 | Microtus brachycercus (von Lehmann, 1961)         |                                  |                                | EN      |          |
| Cricetidi    | Arvicola del Liechtenstein      | Microtus liechtensteini (Wettstein, 1927)         |                                  |                                | AU      |          |
| Cricetidi    | Arvicola di Fatio               | Microtus multiplex (Fatio, 1905)                  |                                  |                                | AU      |          |
| Cricetidi    | Arvicola dei Nebrodi            | Microtus nebrodensis (Minà - Palumbo, 1868)       |                                  |                                | AU      |          |
| Cricetidi    | Arvicola di Savi                | Microtus savii (de Sélys Longchamps, 1838)        |                                  |                                | AU      |          |
| Cricetidi    | Arvicola sotterranea            | Microtus subterraneus (de Sélys Longchamps, 1838) |                                  |                                | AU      |          |
| Cricetidi    | Arvicola rossastra              | Myodes glareolus (Schreber, 1780)                 |                                  |                                | AU      |          |
| Gliridi      | Driomio                         | Dryomys nitedula (Pallas, 1779)                   |                                  |                                | AU      |          |
| Gliridi      | Quercino                        | Eliomys quercinus quercinus (Linnaeus, 1766)      |                                  |                                | AU      |          |
| Gliridi      | Quercino italico                | Eliomys quercinus pallidus Barrett-Hamilton, 1899 |                                  |                                | EN      |          |
| Gliridi      | Quercino di Lipari              | Eliomys quercinus lipariensis Kahmann, 1960       |                                  |                                | EN      |          |
| Gliridi      | Quercino sardo                  | Eliomys quercinus sardus Barrett-Hamilton, 1901   |                                  |                                | EN      |          |
| Gliridi      | Ghiro                           | Glis glis Linnaeus, 1766                          |                                  |                                | AU      |          |
| Gliridi      | Moscardino                      | Muscardinus avellanarius (Linnaeus, 1758)         |                                  |                                | AU      |          |
| Istricidi    | Istrice                         | Hystrix cristata Linnaeus, 1758                   |                                  |                                | PA      |          |
| Miocastoridi | Nutria                          | Myocastor coypus (Molina, 1782)                   |                                  |                                | AL Inv. |          |
| Muridi       | Topo selvatico a dorso striato  | Apodemus agrarius (Pallas, 1771)                  |                                  |                                | AU      |          |
| Muridi       | Topo selvatico alpino           | Apodemus alpicola Heinrich, 1952                  |                                  |                                | AU      |          |
| Muridi       | Topo selvatico dal collo giallo | Apodemus flavicollis (Melchior, 1834)             |                                  |                                | AU      |          |
| Muridi       | Topo selvatico                  | Apodemus sylvaticus (Linnaeus, 1758)              |                                  |                                | AU      |          |
| Muridi       | Topolino delle risaie           | Micromys minutus (Pallas, 1771)                   |                                  |                                | AU      |          |
| Muridi       | Topo domestico                  | Mus domesticus Schwarz & Schwarz, 1943            |                                  |                                | AL      |          |
| Muridi       | Ratto delle chiaviche           | Rattus norvegicus (Berkenhout, 1769)              |                                  |                                | AL      |          |
| Muridi       | Ratto nero                      | Rattus rattus (Linnaeus, 1758)                    |                                  |                                | AL      |          |
| Castoridi    | Castoro europeo                 | Castor fiber Linnaeus, 1758                       |                                  |                                | AU      |          |
| Sciuridi     | Scoiattolo di Pallas            | Callosciurus erythraeus (Pallas, 1779)            |                                  |                                | AL Inv. |          |
| Sciuridi     | Scoiattolo variabile            | Callosciurus finlaysonii (Horsfield, 1823)        |                                  |                                | AL      |          |
| Sciuridi     | Marmotta delle Alpi             | Marmota marmota (Linnaeus, 1758)                  |                                  |                                | AU      |          |
| Sciuridi     | Scoiattolo grigio               | Sciurus carolinensis Gmelin, 1788                 |                                  |                                | AL Inv. |          |
| Sciuridi     | Scoiattolo nero meridionale     | Sciurus meridionalis Lucifero, 1907               |                                  |                                | EN      |          |
| Sciuridi     | Scoiattolo comune               | Sciurus vulgaris Linnaeus, 1758                   |                                  |                                | AU      |          |
| Sciuridi     | Tamia siberiano                 | Tamias sibiricus (Laxmann, 1769)                  |                                  |                                | AL Inv. |          |

Note:
1. ↑  L'Arvicola acquatica italiana	(Arvicola italicus) è una specie di recente identificazione, distinta da Arvicola amphibius, alla quale prima era attribuita, sulla base di differenze molecolari. La sua distribuzione ristretta all’Italia la rende un endemismo italiano, ma è necessario approfondire le conoscenze sulle eventuali popolazioni dei paesi confinanti.[10]
2. ↑  L'Arvicola di Leverned (Microtus levernedii) è una specie recentemente rivalutata alla luce delle differenze con le popolazioni centro europee di Microtus agrestis e viene considerato il taxon presente in Francia, Svizzera e Italia, con forma nominale.[11]
3. ↑  Dapprima considerata una sottospecie dell’arvicola del Savi Microtus savii nebrodensis (Minà-Palumbo, 1868), l’arvicola dei Nebrodi (Microtus nebrodensis) è stata recentemente elevata al rango di specie. Le differenze morfologiche tra le specie attualmente riconosciute si basavano su confronto di alcune misurazioni del cranio e sulla morfologia dei denti molari. Tuttavia, questa distinzione risulta ancora discussa da alcuni autori.[12]
4. 1 2 3  In Italia sono presenti 4 sottospecie di quercino: la sottospecie nominale Eliomys quercinus quercinus, il quercino italico E. q. pallidus in Italia peninsulare e in Sicilia, il quercino di Lipari E. q. liparensis dell’isola di Lipari e il quercino sardo E. q. sardus endemismo sardo-corso.[13][14]